# Chixdiggit
Chixdiggit es un grupo de pop punk canadiense formado en 1990.

## Historia
Chixdiggit comenzó como una banda ficticia para vender camisetas con ese nombre en el instituto. 
Tras haberse iniciado unos rumores entre la gente diciendo que no existía banda alguna, decidieron llevar el proyecto en serio. Así pues, con el dinero que obtuvieron de las camisetas compraron los instrumentos (ya que se vendió buena parte de ellas y se recaudó bastante dinero) y así en 1991, sin tener ninguna experiencia musical dieron su primer show. Poco a poco, siguieron actuando hasta que en 1996 firmaron con la discográfica Sub Pop Records, con la que lanzaron su primer disco auto titulado en el mismo año. Pero su estancia en la discográfica fue corta ya que, según ellos afirmaron, allí no eran bien recibidos y no les promocionaban. Tras marcharse de Sub Pop, Chixdiggit! fichó con un sello filial de Fat Wreck Chords, Honest Don's para lanzar en 1998 el LP "Born on the First of July" y en el 2000 "From scene to Shining Scene". Tras unos falsos rumores de separación, la banda hizo en 2003 algunos cambios en su alineación y en 2005 editó un nuevo trabajo con Fat Wreck Chords, "Pink Razors", un LP que contaba con 14 temas típicos de la banda (sobre chicas, relaciones...). El sello encargado de distribuirlo en Europa fue Bad Taste Records. 
En 2007 volvieron a regrabar su primer álbum incorporando dos canciones nuevas. Fue titulado "Chixdiggit! II".

## Discografía

### Álbumes de estudio
- 1996 - Chixdiggit!

- 1998 – Born on the First of July

- 2000 – From scene to shining scene

- 2005 – Pink Razors

- 2007 – Chixdiggit! II

- 2011 - Safeways Here We Come

### Demos
- Humped (1993)

### EP
- Best Hung Carrot in the Fridge (1995)
- Best Hung Carrot in the Fridge and other Songs (1999)

### Splits
- Chronic for the Troops (con Groovie Ghoulies) (1998)

## Miembros del grupo
- KJ Jansen – voz y guitarra (1990 - actualidad)

- Mark O'Flaherty – guitarra (1990 - actualidad)

- Mike McLeod – bajo (2003 - actualidad)

- Jason Hirsch – batería (1990 - 1996, 2003 - actualidad)

Antiguos miembros
- Mike Eggermont – bajo (1990 - 2003)

- Dave Alcock – batería (1996 - 2003)